# Klibbtickgnagare
Klibbtickgnagare (Dorcatoma punctulata) är en skalbaggsart som beskrevs av Étienne Mulsant och Claudius Rey 1864. Klibbtickgnagare ingår i släktet Dorcatoma, och familjen trägnagare. Arten är reproducerande i Sverige.